# Ленартовці
Ленартовці (словац. Lenartovce, угор. Sajólénártfalva) — село, громада в окрузі Рімавська Собота, Банськобистрицький край, Словаччина. Кадастрова площа громади — 6,83 км². Населення — 557 осіб (за оцінкою на 31 грудня 2017 р.).
Перша згадка 1364 року.

## Географія
Ленартовце розташоване в південно-східній частині Рімавської котловини, на схилах і терасі р. Слани при її впадінні в Рімаву. Висота в центрі села 156 м, на території громади — від 151 до 196 м над рівнем моря.

## Населення
| Рік:            | 1994. | 2004.   | 2014.   | 2024.   |
| --------------- | ----- | ------- | ------- | ------- |
| Кількість осіб: | 508   | 550     | 549     | 568     |
| Різниця:        |       | +8,26 % | -0,18 % | +3,46 % |

| Рік:            | 2023. | 2024.   |
| --------------- | ----- | ------- |
| Кількість осіб: | 560   | 568     |
| Різниця:        |       | +1,42 % |